# Обаред
Обаре́д (фр. Aubarède, окс. Avereda) — коммуна во Франции, находится в регионе Юг — Пиренеи. Департамент — Верхние Пиренеи. Входит в состав кантона Пуйастрюк. Округ коммуны — Тарб.
Код INSEE коммуны — 65044.

## География
Коммуна расположена приблизительно в 650 км к югу от Парижа, в 105 км западнее Тулузы, в 15 км к востоку от Тарба.
Коммуна расположена в местности Бигорр. На западе коммуны протекает река Аррос.

## Климат
Климат умеренно-океанический с солнечной тёплой погодой и обильными осадками на протяжении практически всего года.

## Население
Население коммуны на 2010 год составляло 257 человек.
| 1962 | 1968 | 1975 | 1982 | 1990 | 1999 | 2010 |
| ---- | ---- | ---- | ---- | ---- | ---- | ---- |
| 183  | 185  | 168  | 159  | 196  | 224  | 257  |

## Администрация
| Период | Период | Фамилия      | Партия | Примечания |
| ------ | ------ | ------------ | ------ | ---------- |
| 2001   | 2008   | Даниэль Жель |        |            |
| 2008   | 2020   | Жоэль Сева   |        |            |

## Экономика
В 2010 году среди 158 человек трудоспособного возраста (15-64 лет) 113 были актэкономически активнымиивными, 45 — неактивными (показатель активности — 71,5 %, в 1999 году было 65,3 %). Из 113 активных жителей работали 101 человек (58 мужчин и 43 женщины), безработных было 12 (7 мужчин и 5 женщин). Среди 45 неактивных 13 человек были учениками или студентами, 19 — пенсионерами, 13 были неактивными по другим причинам.